# Židovský hřbitov v Radouni
Židovský hřbitov v Radouni se nachází na návrší severozápadně od vsi Radouň, okres Litoměřice, a je přístupný po polní cestě, která navazuje na ulici, vedoucí severozápadně od místního kostela. Založen byl v roce 1789, dvakrát došlo k jeho rozšíření (v 1. polovině 19. století a počátkem 20. století) a rozkládá se na celkové ploše 2505 m2. Svého času sloužil pro pohřby židů ze širokého okolí (např. Dubá, Štětí, Hoštka). Čítá na 200 náhrobků různého stylu, z nichž nejstarší pochází z počátku 19. století. V areálu hřbitova se nachází osmiboká obřadní síň s betonovou kupolí, postavená v novorománském slohu v letech 1910 až 1922. Obřadní síň byla rekonstruována a je v ní umístěna výstava dokumentující život místních náboženských obcí.
Hřbitov je ve vlastnictví Federace židovských obcí. Hřbitov je zamčený.

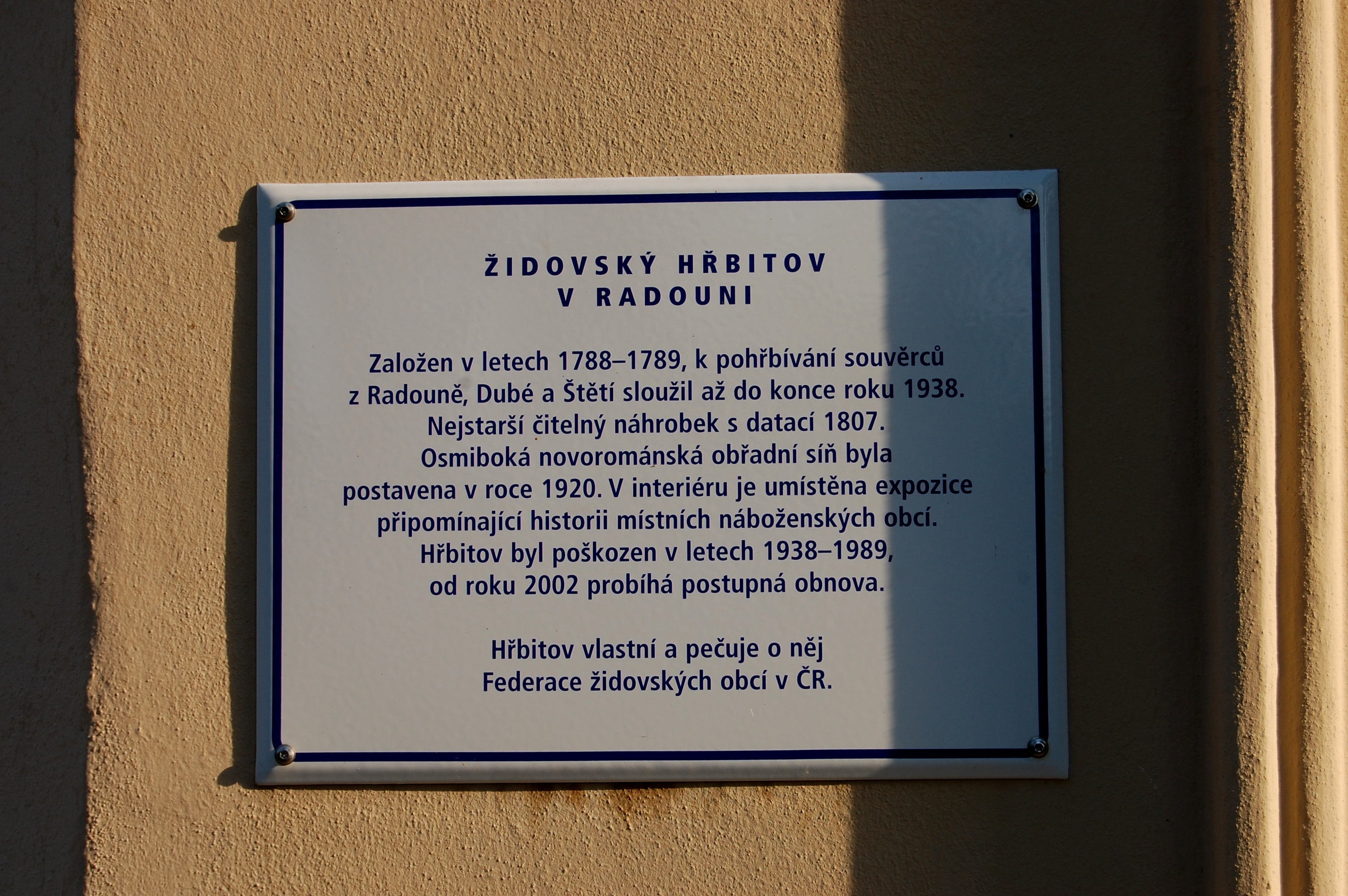
Informační cedule
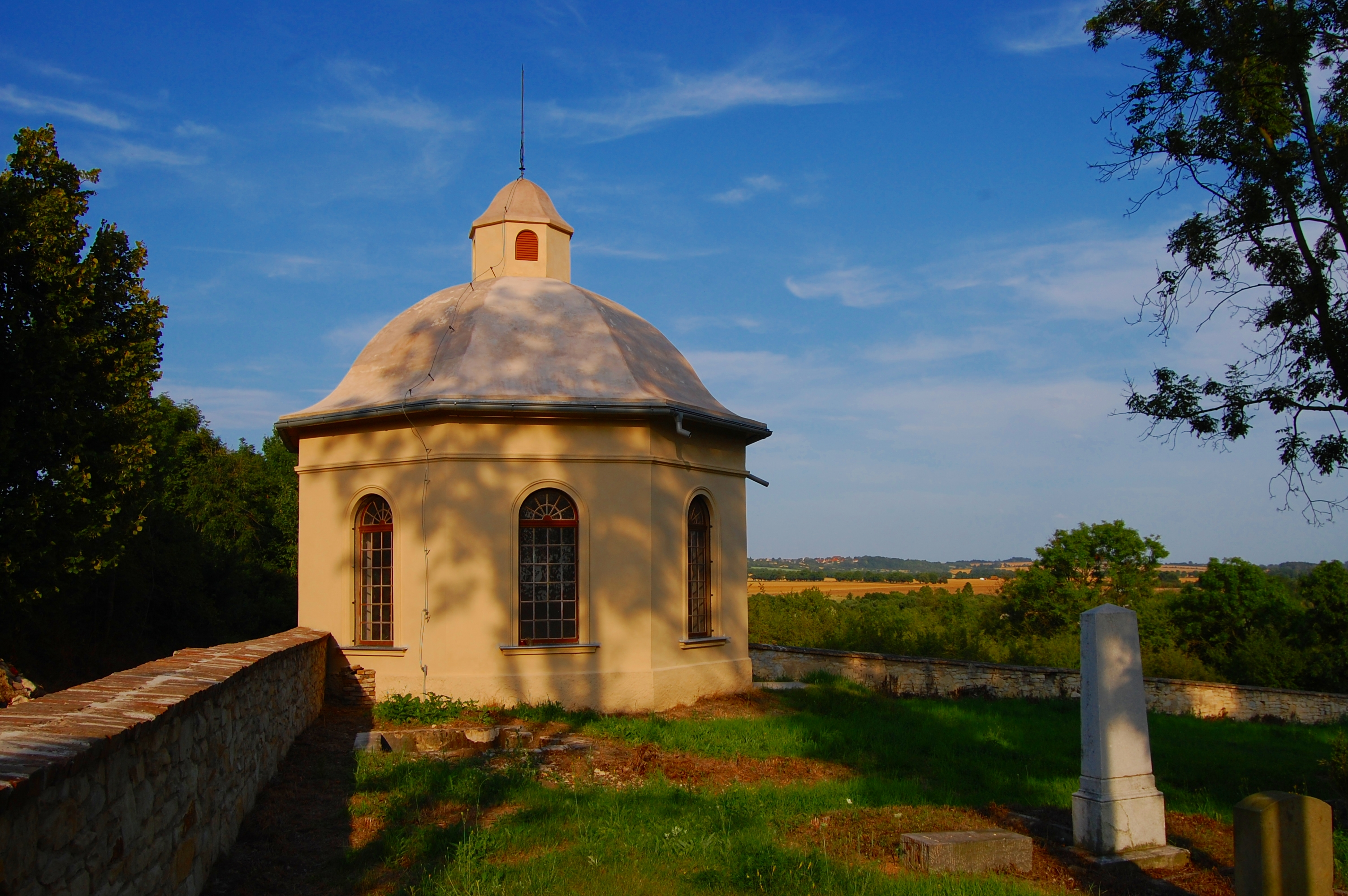
Obřadní síň
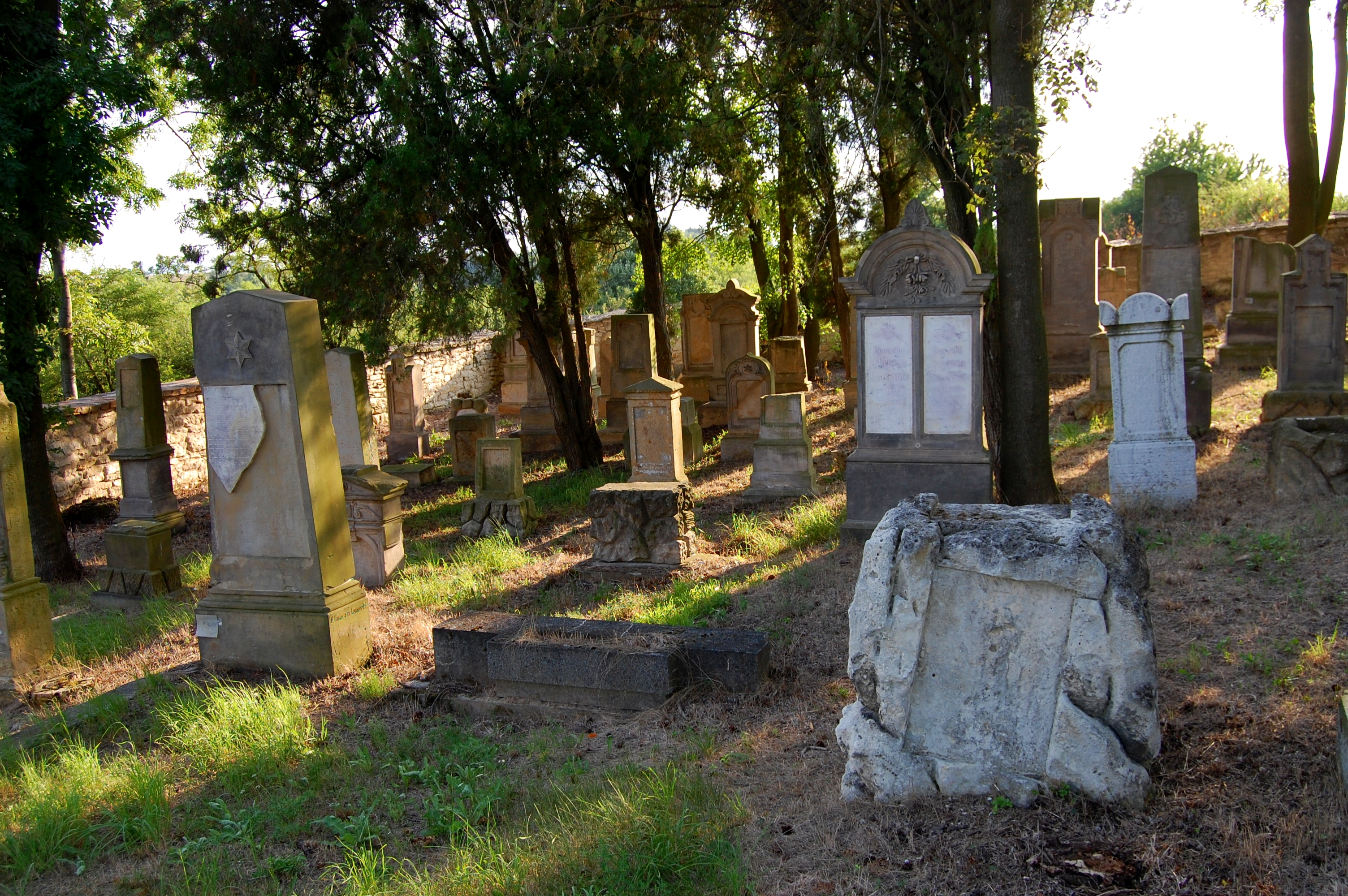
Náhrobní kameny